# スポーツマネージャー (TBS)
『サタデー・スポーツマネージャー』及び『サンデー・スポーツマネージャー』とは、TBSラジオ及び一部のJRN系列局にて、2009年度のプロ野球シーズンオフ期間中、週末の夕方に放送されたスポーツ情報番組。前者は土曜版、後者は日曜版のタイトルであるが、本稿では双方を便宜上『スポーツマネージャー』と総称したうえで取り扱う。
2008年度まで、女性アナウンサーや女性タレントをメインパーソナリティとしたスポーツ情報番組『エキサイトベースボールマネージャーズ』が放送されていたが、2009年度は『Kakiiin』が18時台にも拡大するため平日版の当該枠が廃止となった。そのため週末版についてはそれまでの『エキマネ』の流れを引き継ぎつつも番組タイトルを新たにして再スタートすることになった。
しかし2010年度は放送されず、シーズンオフ中の週末のJRNネットによるスポーツ情報番組も、本番組で一旦途絶えることになった。この影響で、『サンデー - 』をネットしていた地方局の一部は、2010年からは『岩本勉のまいどスポーツ』（文化放送・NRN）のネットに切り替えている。

## 放送期間・放送時間
土曜日（サタデー・スポーツマネージャー）
- 2009年10月10日 - 2010年4月3日 17:30-19:30
  - 地方局は18:00-19:00のみ放送
  - TBSラジオのみ全国ニュース番組『ウィークエンドネットワーク』を内包

日曜日（サンデー・スポーツマネージャー）
- 2009年10月11日 - 2010年4月4日 18:00-19:00
  - TBSラジオ・地方局とも放送時間は共通。『中嶋常幸のティーグラウンドへようこそ!』を内包

キー局であるTBSラジオが当該放送時間帯にプロ野球中継などを編成する場合、その週も地方局では裏送りで放送される（この場合『サタデー - 』も1時間番組として完結する）。
2009年10月30日、11月7日は日本シリーズ中継の無い秋田放送でのみ『サタデー - 』が放送された。IBC岩手放送も日本シリーズ中継は無かったが、同番組は休止となり、『アーティストBOX』が放送された。

## 出演者
土曜日（サタデー・スポーツマネージャー）
- 田中みな実（当時TBSアナウンサー）
- 新タ悦男（TBSアナウンサー）

日曜日（サンデー・スポーツマネージャー）
- 水野真裕美（TBSアナウンサー）
- 戸崎貴広（TBSアナウンサー）

## ネット局
●印を付した局は、土曜日の同時間帯に『中四国ライブネット』を放送している局。○印は2010年度より『岩本勉のまいどスポーツ』を新規にネットしている局。
『サタデー』『サンデー』ともにネット
- TBSラジオ（制作局）
- 北日本放送○
- 福井放送

『サタデー』のみネット
- IBC岩手放送 - 日曜は『岩本勉のまいどスポーツ』を放送（当時は唯一のネット局）
- 秋田放送
- 北陸放送

『サンデー』のみネット
- 山形放送
- 山梨放送○
- 新潟放送
- 山陰放送●
- 山陽放送●
- 四国放送●
- 高知放送●